# Antrozystektomie
Die Antrozystektomie (von altgriechisch ἂντρον Antron, deutsch ‚Höhle‘, κύστις Küstis, deutsch ‚Blase‘ und έκτομή ektome, deutsch ‚das Herausschneiden‘) ist eine Operationsmethode, um Odontogene Zysten im Oberkiefer zu sanieren. Sie ist besonders bei Zysten indiziert, die sehr nahe an die Kieferhöhle heranreichen oder bereits in diese durchgebrochen sind. Die Operation erfolgt von der Mundhöhle her, wobei nach einem entsprechenden Schnitt die Zyste eröffnet wird. Durch diese Öffnung hindurch wird die Zystenhöhle zur Kieferhöhle hin großflächig eröffnet. Die Zystenschleimhaut wird entfernt. Die Kieferhöhlenschleimhaut kann – soweit sie entzündungsfrei ist –  belassen werden. Wichtig ist, dass zur Nasenhöhle hin, möglichst an der tiefsten Stelle der Kieferhöhle, ein Knochenfenster geschaffen wird, um den Abfluss des Sekrets zu gewährleisten. Sollten Zahnentfernungen erforderlich sein, können diese während der Operation vorgenommen werden, ebenso (eine) Wurzelspitzenresektion(en). Abschließend wird die Mundschleimhaut zur Mundhöhle hin wieder vernäht.